# Jan Lievens
Jan Lievens (Leida, 24 ottobre 1607 – Amsterdam, 8 giugno 1674) è stato un pittore olandese.

## Biografia
In gioventù fu un allievo di Pieter Lastman ad Amsterdam. Dopo due anni come apprendista, all'età di dodici anni iniziò la sua carriera come artista indipendente a Leida.

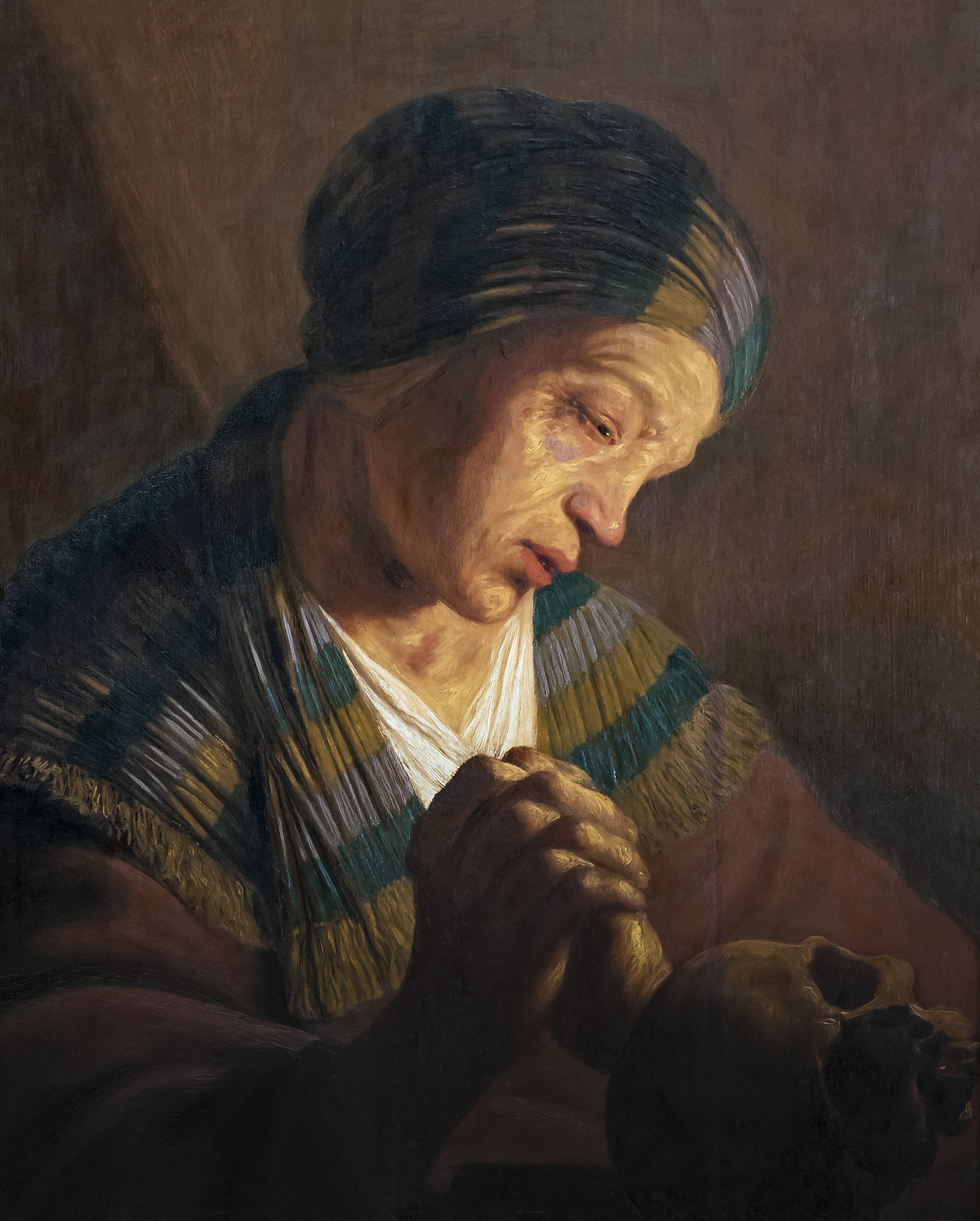
Maddalena di Jan Lievens

Lievens collaborò e condivise una bottega con Rembrandt Harmenszoon van Rijn nel 1626. La loro collaborazione fu stretta a tal punto da rendere difficile l'attribuzione delle opere di questo periodo. Lievens mostrò il suo talento per la pittura a grandezza naturale e le sue drammatiche composizioni suggeriscono l'influenza dei Caravaggisti.  Secondo il giudizio di Constantijn Huygens, Lievens era più inventivo, ma meno espressivo di Rembrandt. I due artisti si divisero nel 1631, quando Rembrandt si trasferì ad Amsterdam e Lievens in Inghilterra. Nel 1656 Rembrandt possedeva ancora dipinti del suo ex socio.
Durante il periodo inglese Lievens dipinse un ritratto di Thomas Howard e fu influenzato dalle opere di Antoon van Dyck. Lievens fu attivo ad Anversa, dove sposò Susanne da Nole,  all'Aia e a Berlino, fece quindi ritorno ad Amsterdam nel 1655. Dopo la morte della sua prima moglie aveva sposato una sorella di Jan de Bray nel 1648. Negli ultimi anni della sua vita Lievens ebbe crescenti difficoltà finanziarie e la sua famiglia rinunciò ad ogni pretesa sulla sua eredità gravata da ingenti debiti.